# Iacopo da Varazze
Iacopo o Jacopo da Varazze o da Varagine, conegut també en català com a Jaume de Voràgine (Varazze, ca. 1230 - Gènova, 1298 o 99) va ser un frare dominic, arquebisbe de Gènova i conegut com a autor de la Legenda sanctorum o Llegenda àuria una de les obres més conegudes de l'Edat mitjana europea. Va ser proclamat beat e 1816.

## Biografia
Havia nascut a Varagine, actual Varazze, a la costa de Ligúria. Va entrar a l'Orde de Sant Domènec el 1244 i el 1265 esdevingué prior del convent i, dos anys després, provincial de Llombardia fins al 1285.
El 1292 va ser nomenat arquebisbe de Gènova fins a la seva mort, el 1298. Hi destacà en els seus esforços per pacificar la ciutat, que patia la lluita entre els partits dels güelfs i gibel·lins.

## Obres literàries
- Article principal: Llegenda àuria

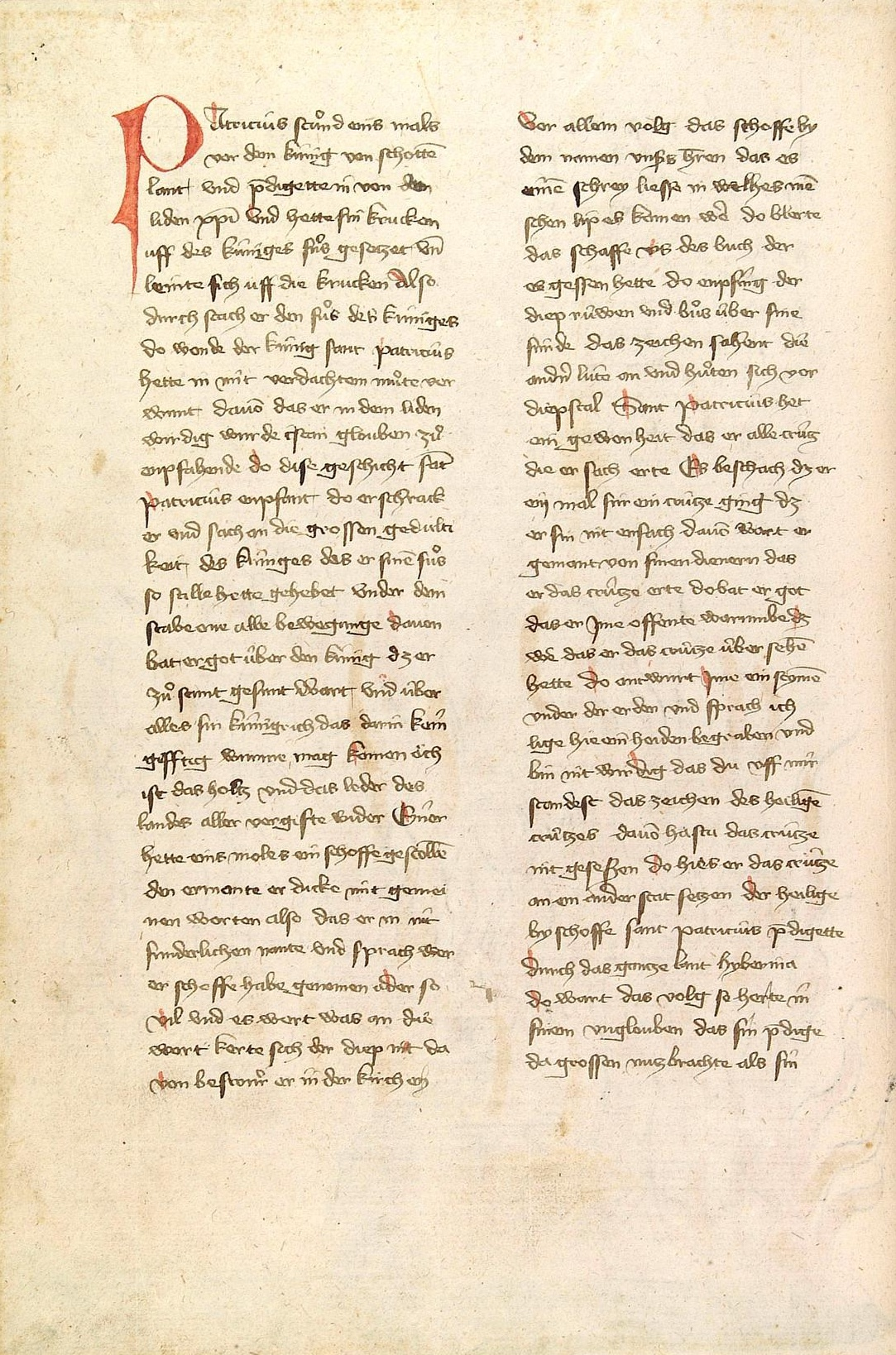
Manuscrit de la Legenda sanctorum de 1419, a la biblioteca universitària de Heidelberg.

La seva fama es deu a l'obra hagiogràfica que va escriure en llatí a partir dels anys seixanta del segle xiii, coneguda com a Llegenda àuria (Legenda sanctorum). L'obra, molt difosa arreu d'Europa, va tenir una gran influència en la literatura i l'art medievals, servint com a font iconogràfica a molts artistes. Se'n feu una traducció al català, impresa a Barcelona per Joan Rosenbach, l'any 1494.
També va escriure, sempre en llatí, sermons i una crònica de Gènova (Chronicon januense).
Des de la seva mort, va rebre culte a Gènova, que va ser confirmat el 1816 pel papa Pius VII.